# 7083 Кант
7083 Кант (7083 Kant) — астероїд головного поясу, відкритий 4 лютого 1989 року.
Тіссеранів параметр щодо Юпітера — 3,274.